# Le Meilleur de nos fils
Le Meilleur de nos fils (Uniform Justice, dans l'édition originale en anglais) est un roman policier américain de Donna Leon publié en 2003. C'est le 12e roman de la série mettant en scène le personnage de Guido Brunetti.

## Éditions
Éditions originales en anglais
- (en) Donna Leon, Uniform Justice, Londres, William Heinemann, 6 mars 2003, 288 p. (ISBN 978-0-434-00795-0) — Édition britannique

Éditions françaises
- Donna Leon (auteur) et William Olivier Desmond (traducteur), Le Meilleur de nos fils [« Uniform Justice »], Paris, Calmann-Lévy, coll. « Calmann-Lévy suspense », 29 mars 2006, 278 p. (ISBN 978-2-7021-3672-0, BNF 40148557)
- Donna Leon (auteur) et William Olivier Desmond (traducteur) (trad. de l'anglais), Le Meilleur de nos fils [« Uniform Justice »], Paris, Points, coll. « Points policier » (no P1661), 2 mars 2007, 308 p. (ISBN 978-2-7578-0277-9, BNF 41014496)

## Adaptation télévisée
Le roman a fait l'objet d'une adaptation pour la télévision, en 2005, sous le même titre français (titre allemand original : Verschwiegene Kanäle), dans le cadre de la série Commissaire Brunetti dans une réalisation de Sigi Rothemund, produite par le réseau ARD et initialement diffusée le 10 novembre 2005.